# Triatlo nos Jogos Olímpicos de Verão de 2024
As competições de triatlo nos Jogos Olímpicos de Verão de 2024 foram disputadas entre 31 de julho e 5 de agosto de 2024 na Ponte Alexandre III, em Paris. Após estrear nos Jogos Olímpicos de 2020, a prova do revezamento misto permaneceu no programa da modalidade, ao lado das competições masculina e feminina.

## Qualificação
O período de qualificação começou em 27 de maio de 2022 e terminou no mesmo dia de 2024. 110 atletas (55 para cada gênero) disputaram as vagas com um máximo de três por gênero para cada Comitê Olímpico Nacional (CON). Como país anfitrião, a França recebeu automaticamente quatro vagas de cota (duas por gênero), enquanto o CON elegível com melhor classificação obteve, cada um, duas vagas masculinas e duas femininas nos Campeonatos Mundiais de Revezamento Misto de 2022 e 2023.
Os seis CONs elegíveis com melhor classificação receberam duas vagas por gênero com base no ranking de qualificação olímpica da World Triathlon de 25 de março de 2024, com mais duas do evento de qualificação olímpica de revezamento misto a ser realizado entre 15 de abril e 27 de maio de 2024. O período de qualificação terminou com os 26 melhores indivíduos de cada gênero garantindo uma vaga, respeitando o limite de três por CON e ignorando os dois primeiros de cada CON que se qualificaram através dos revezamentos mistos. Uma vaga adicional para cada continente foi alocada ao triatleta masculino e feminino com melhor ranking de um CON ainda não qualificado para os Jogos. As duas últimas vagas por gênero foram concedidas aos triatletas pela Comissão Tripartite aos elegíveis entre os 180 primeiros do ranking individual mundial de triatlo.

## Formato
O triatlo olímpico contém três fases; um nado em águas abertas de 1,5 quilômetros (0,93 milhas), um ciclismo de 40 km (25 mi) e uma corrida de 10 km (6,2 mi). As competições são disputadas num único evento entre todos os competidores, sem fases eliminatórias.
O evento de equipes mistas conta com quatro triatletas (dois homens e duas mulheres). Cada competidor realiza um percurso de 300 m (980 pés) de natação, 8 km (5,0 mi) de ciclismo e 2 km (1,2 mi) de corrida em formato de revezamento.

## Calendário
O triatlo se iniciou com a prova individual masculina em 31 de julho e se encerrou com a competição por equipes mistas em 5 de agosto.
O evento individual masculino estava originalmente programado para 30 de julho, mas foi adiado em um dia após a qualidade da água do Rio Sena não passar em um teste de segurança para níveis de poluição.
| F | Final |

| DataEvento           | Ter 30 jul | Qua 31 jul | Qui 1 ago | Sex 2 ago | Sáb 3 ago | Dom 4 ago | Seg 5 ago |
| -------------------- | ---------- | ---------- | --------- | --------- | --------- | --------- | --------- |
| Individual masculino |            | F          |           |           |           |           |           |
| Individual feminino  |            | F          |           |           |           |           |           |
| Revezamento misto    |            |            |           |           |           |           | F         |

## Nações participantes
Ao todo, 42 CONs tiveram triatletas qualificados. Entre parênteses encontra-se representada a quantidade de competidores.
- RSA África do Sul (3)
- GER Alemanha (6)
- ARG Argentina (1)
- AUS Austrália (4)
- AUT Áustria (4)
- AZE Azerbaijão (1)
- BAR Barbados (1)
- BEL Bélgica (4)
- BER Bermudas (3)
- BRA Brasil (4)
- CAN Canadá (3)
- KAZ Cazaquistão (1)
- CZE Chéquia (1)
- CHI Chile (2)
- CHN China (1)
- COL Colômbia (1)
- DEN Dinamarca (2)
- ECU Equador (1)
- ESP Espanha (5)
- USA Estados Unidos (5)
- FRA França (6)
- GBR Grã-Bretanha (5)
- GUM Guam (1)
- HKG Hong Kong (1)
- HUN Hungria (3)
- ISR Israel (1)
- ISL Islândia (1)
- ITA Itália (5)
- JPN Japão (3)
- LUX Luxemburgo (1)
- MAR Marrocos (1)
- MRI Maurício (1)
- MEX México (4)
- NOR Noruega (4)
- NZL Nova Zelândia (4)
- NED Países Baixos (4)
- POL Polônia (1)
- POR Portugal (4)
- ROU Romênia (1)
- SWE Suécia (1)
- SUI Suíça (4)
- TOG Togo (1)

## Medalhistas
| Evento                        | Ouro                                                              | Prata                                                                   | Bronze                                                                   |
| ----------------------------- | ----------------------------------------------------------------- | ----------------------------------------------------------------------- | ------------------------------------------------------------------------ |
| Individual masculino detalhes | Alex Yee GBR Grã-Bretanha                                         | Hayden Wilde NZL Nova Zelândia                                          | Léo Bergère FRA França                                                   |
| Individual feminino detalhes  | Cassandre Beaugrand FRA França                                    | Julie Derron SUI Suíça                                                  | Beth Potter GBR Grã-Bretanha                                             |
| Revezamento misto detalhes    | Tim Hellwig Lisa Tertsch Lasse Lührs Laura Lindemann GER Alemanha | Seth Rider Taylor Spivey Morgan Pearson Taylor Knibb USA Estados Unidos | Alex Yee Georgia Taylor-Brown Sam Dickinson Beth Potter GBR Grã-Bretanha |

## Quadro de medalhas
| Ordem | País               | Medalha de ouro | Medalha de prata | Medalha de bronze |   | Ordem por total |
| ----- | ------------------ | --------------- | ---------------- | ----------------- | - | --------------- |
| 1     | GBR Grã-Bretanha   | 1               |                  | 2                 | 3 | 1               |
| 2     | FRA França         | 1               |                  | 1                 | 2 | 2               |
| 3     | GER Alemanha       | 1               |                  |                   | 1 | 3               |
| 4     | USA Estados Unidos |                 | 1                |                   | 1 | 3               |
|       | NZL Nova Zelândia  |                 | 1                |                   | 1 | 3               |
|       | SUI Suíça          |                 | 1                |                   | 1 | 3               |
| TOTAL | TOTAL              | 3               | 3                | 3                 | 9 | —               |